# Wildwasserrennsport-Weltmeisterschaften 1991
1991 fanden die Weltmeisterschaften im Kanu-Wildwasserrennsport im jugoslawischen Bovec auf der Soča statt. Die Wettkämpfe fanden kurz (eineinhalb Wochen) vor der Unabhängigkeitserklärung Sloweniens und dem Auftakt der Jugoslawienkriege statt.

## Ergebnisse

### Nationenwertung
| Platz  | Land                   | Gold | Silber | Bronze | Gesamt |
| ------ | ---------------------- | ---- | ------ | ------ | ------ |
| 1      | Deutschland            | 3    | 2      | 3      | 8      |
| 2      | Frankreich             | 2    | 4      | 1      | 7      |
| 3      | Jugoslawien            | 2    | 2      | 1      | 5      |
| 4      | Italien                | 1    | –      | –      | 1      |
| 5      | Vereinigtes Königreich | –    | –      | 1      | 1      |
|        | Österreich             | –    | –      | 1      | 1      |
|        | Schweiz                | –    | –      | 1      | 1      |
|        | Tschechoslowakei       | –    | –      | 1      | 1      |
| Gesamt | Gesamt                 | 8    | 8      | 8      | 24     |